# Xandra Velzeboer
Xandra Velzeboer (n. 7 septembrie 2001, Culemborg, Gelderland, Țările de Jos) este o sportivă ce a reprezentat Regatul Țărilor de Jos, medaliată olimpică. A participat la o ediție a Jocurilor Olimpice (2022) în care a câștigat o medalie de aur.